# Jelena Igorewna Kirillowa
Jelena Igorewna Kirillowa, geb. Danilotschkina (russisch Елена Игоревна Кириллова, урожд. Данилочкина; * 27. Januar 1986 in Moskau, Russische SFSR, Sowjetunion) ist eine professionelle russische Basketballspielerin, die seit 2016 für den Verein Dynamo Kursk spielt.
Kirillowa gewann 2011 unter ihrem Mädchennamen Danilotschkina mit der russischen Mannschaft die Europameisterschaft. Sie wurde bei diesem Turnier zur wertvollsten Spielerin des Turniers gewählt. Während des Turnierverlaufs hatte sie mehr als die Hälfte ihrer Würfe von jenseits der Dreipunktelinie getroffen. Neben ihr wurden ihre Landsfrau Marija Stepanowa, die Türkin Nevriye Yılmaz, die Tschechin Eva Vítečková und die Kroatin Sandra Mandir in das All-Tournament Team gewählt.
Danilotschkina nahm mit der russischen Mannschaft an den Olympischen Spielen 2012 in London teil. Im Halbfinale verlor das russische Team 64:81 gegen Frankreich, im Spiel um Platz 3 unterlagen die Russinnen den Australierinnen 74:83 und wurden damit Vierter.